# Video on demand

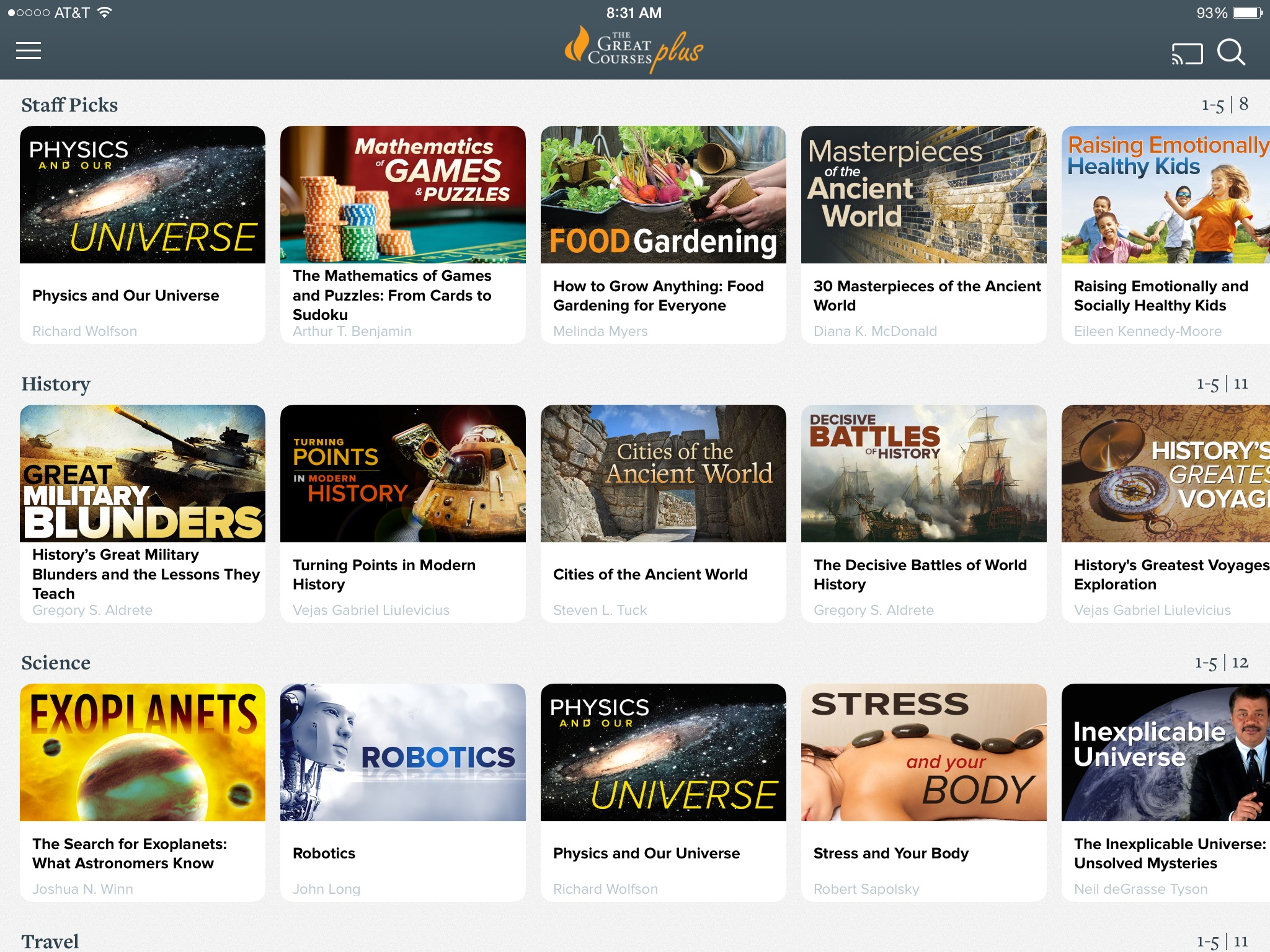
Una schermata di "The Great Courses Plus", un servizio di video on demand su abbonamento offerto da The Teaching Company, che fornisce video didattici

Il video on demand (termine mutuato dall'inglese, che letteralmente significa video su richiesta), in acronimo VOD, è un servizio interattivo della televisione. Il servizio permette agli utenti di fruire, gratuitamente o a pagamento, di un prodotto di intrattenimento (musica, film, serie televisive, ecc.) in qualsiasi momento e luogo tramite una connessione Internet. Si basa sul concetto informatico di on demanding.

## Caratteristiche
A differenza della televisione lineare, in cui la programmazione è fissata dai canali televisivi, i servizi di video on demand permettono all'utente di definire il suo palinsesto personale, con l'unica limitazione dettata dalla quantità e qualità dei prodotti audiovisivi presenti nel catalogo del servizio.
Visti i significativi cambiamenti per l'utente nelle possibilità di fruizione del programma televisivo con il video on demand, in riferimento a questo si parla di televisione on demand o TV on demand.

### Tipologie
- AVOD (Advertising video on demand)
- NVOD (Near video on demand)
- SVOD (Subscription video on demand)
- PVOD (Push video on demand)
- TVOD (Transactional video on demand)

## Aspetti tecnologici
Da un punto di vista tecnologico la differenza più rilevante tra il video on demand e la normale televisione è che nel video on demand il programma televisivo è trasmesso solo se l'utente lo richiede mentre nella normale televisione il programma televisivo è trasmesso anche se l'utente non lo richiede.
Per fornire il video on demand è necessario che la rete per telecomunicazioni con cui lo si fornisce stabilisca una connessione di tipo punto-punto bidirezionale tra il provider televisivo e l'utente, e che il canale di trasmissione sia a banda sufficientemente larga (banda larga) per trasportare un segnale televisivo con qualità accettabile.
Per tali motivi il video on demand è realizzabile più facilmente sulle reti per telecomunicazioni proprie della televisione via cavo e di Internet, e molto più difficilmente sulle reti per telecomunicazioni proprie della televisione satellitare o terrestre, in virtù delle peculiarità di tali reti. Per quanto riguarda in particolare Internet, per soddisfare la necessità di un canale trasmissivo sufficientemente ampio da trasportare un segnale televisivo con qualità accettabile, serve una linea a banda larga in fibra ottica o tecnologia ADSL evoluta (ADSL2, ADSL2+ e VDSL).
Un esempio di tecnologia televisiva in grado di fornire il video on demand è l'IPTV.

### Modalità di trasmissione
Le modalità di trasmissione dati all'utente possono essere:
- lo streaming: il device dell'utente riceve e decodifica i dati in tempo reale (in base al bitrate occorre una connessione a banda elevata e stabile);
- il download streaming: il device dell'utente inizia a decodificare i dati dopo che una parte è stata ricevuta;
- il download: il device dell'utente inizia a decodificare i dati dopo che tutti sono stati ricevuti.

Con lo streaming l'utente dopo aver richiesto il programma televisivo può fruirne immediatamente. Con il download streaming l'utente dopo aver richiesto il programma televisivo per fruirne deve attendere di riceverne una parte. Con il download l'utente dopo aver richiesto il programma televisivo per fruirne deve attendere di riceverlo tutto.

## Piattaforme streaming
In Italia il video on demand è stato in passato fornito da Infostrada TV (via ADSL), dalla TV di Fastweb (fibra ottica e ADSL), da Alice Home TV (ADSL), da Mediaset Premium sui decoder Premium On Demand con il servizio Premium Play, da Sky sui decoder My Sky con il servizio Sky On Demand (di TIM via ADSL), tutti in tecnologia IPTV. Fino al 2008 anche Tiscali offriva questo servizio nell'ambito dell'offerta Tiscali TV, ma è stato dismesso ad inizio 2009. Anche la Rai ha la sua offerta on demand, accessibile dal sito RaiPlay, sul quale è disponibile anche lo streaming in diretta dei suoi canali. Disponibile dal 19 novembre 2008 anche l'on demand sulla console Xbox 360 e dal 2009 su PlayStation 3 tramite VidZone, da settembre 2010 è possibile acquistare e noleggiare film sul PlayStation Store. Da novembre 2010 è possibile acquistare e noleggiare film sull'iTunes Store.
Attualmente i più importanti fornitori disponibili in Italia sono (in ordine alfabetico): Apple TV+ (dal 2019), Chili (dal 2012), Crunchyroll (dal settembre 2015), DAZN (dall'8 luglio 2015), Discovery+ (nata il 5 gennaio 2021 come erede di Dplay e Eurosport Player), Disney+ (dal 24 marzo 2020), Facebook Watch (dal 10 agosto 2017), Mediaset Infinity (nata nel 2021 dalla fusione tra Mediaset Play e Infinity TV), Netflix (dal 22 ottobre 2015), Now (dal 2 aprile 2014), Paramount+ (dal 2021), Prime Video (da dicembre 2016), RaiPlay (dal 2016), TIMvision (dal 16 dicembre 2009), Vativision (dall'8 giugno 2020), VVVVID (dall'aprile 2014) e YouTube Premium (dal 2014).

## Tabella

### In attività
| Data | Piattaforma         | Proprietario                  | Nº abbonati          | Paesi disponibili |
| ---- | ------------------- | ----------------------------- | -------------------- | ----------------- |
| 2015 | Netflix             | Netflix Originals             | 195 150 000          | 190 su 193        |
| 2006 | Prime Video         | Amazon Originals              | 150 000 000          | 188 su 193        |
| 2019 | Lingopie            | David Datny e Roy Oppenheim   | dati non disponibili | ? su 193          |
| 2020 | Disney+             | Disney+ Originals             | 118 000 000          | 113 su 193        |
| 2007 | Hulu                | Hulu Originals                | 30 400 000           | 2 su 193          |
| 2019 | Starz Play          | Starz Play Originals          | 10 600 000           | ? su 193          |
| 2019 | Apple TV+           | Apple TV+ Originals           | 33 600 000           | 190 su 193        |
| 2012 | Chili               | Chili Originals               | dati non disponibili | 5 su 193          |
| 2007 | Mediaset Infinity   | Mediaset                      | dati non disponibili | 1 su 193          |
| 2020 | Vativision          | Vetrya                        | dati non disponibili | 6 su 193          |
| 2012 | Now                 | Sky                           | dati non disponibili | ? su 193          |
| 2015 | DAZN                |                               | dati non disponibili | ? su 193          |
| 2015 | Discovery+          |                               | dati non disponibili | ? su 193          |
| 2017 | Facebook Watch      | Facebook                      | dati non disponibili | 190 su 193        |
| 2012 | Google Play Film    | Google                        | dati non disponibili | 190 su 193        |
| 2019 | Starz Play          |                               | dati non disponibili | ? su 193          |
| 2009 | TIMvision           | Gruppo TIM                    | dati non disponibili | 1 su 193          |
| 2014 | VVVVID              |                               | dati non disponibili | 1 su 193          |
| 2014 | YouTube Premium     | YouTube                       | dati non disponibili | 190 su 193        |
| 2014 | Paramount+          | Paramount Streaming           | 650 000 000          | 55 su 193         |
| 2013 | Crunchyroll         | Sony                          | dati non disponibili | ? su 193          |
| 2018 | DC Universe         | DC Universe                   | dati non disponibili | 2 su 193          |
| 2011 | Fandor              |                               | dati non disponibili | ? su 193          |
| 2020 | HBO Max             | HBO                           | dati non disponibili | 1 su 193          |
| 2015 | Line TV             |                               | dati non disponibili | 2 su 193          |
| 2020 | Peacock             |                               | dati non disponibili | 1 su 193          |
| 2016 | Shudder             |                               | dati non disponibili | ? su 193          |
| 2007 | Sony Crackle        | Sony                          | dati non disponibili | 1 su 193          |
| 2020 | GoPlay              |                               | dati non disponibili | ? su 193          |
| 2011 | Afrinolly           | FansConnectOnline LTD         | dati non disponibili | 55 su 193         |
| 2011 | ibakatv             |                               | dati non disponibili | 50 su 193         |
| 2011 | irokotv             |                               | dati non disponibili | 1 su 193          |
| 2008 | Kanopy              |                               | dati non disponibili | ? su 193          |
| 2017 | 7plus               |                               | dati non disponibili | 1 su 193          |
| 2016 | 9Now                | Nine Entertainment Co.        | dati non disponibili | 1 su 193          |
| 2005 | 56.com              |                               | dati non disponibili | 1 su 193          |
| 2007 | TeacherTube         |                               | dati non disponibili | ? su 193          |
| 2018 | ZEE5                | Zee Entertainment Enterprises | 150 000 000          | 190 su 193        |
| 2009 | Wakanim             |                               | dati non disponibili | ? su 193          |
| 2016 | VRV                 |                               | dati non disponibili | ? su 193          |
| 2016 | Voot                |                               | dati non disponibili | ? su 193          |
| 2015 | Viu                 |                               | dati non disponibili | ? su 193          |
| 2015 | Urban Movie Channel | RLJ Entertainment Inc.        | dati non disponibili | ? su 193          |
| 2013 | TAPP TV             |                               | dati non disponibili | ? su 193          |
| 2017 | Sun NXT             | Sun TV Network                | 15 000 000           | ? su 193          |
| 2014 | Stan                | Nine Digital                  | dati non disponibili | 1 su 193          |
| 2003 | Quickflix           | Karma Media Holdings          | dati non disponibili | ? su 193          |
| 2007 | MUBI                |                               | dati non disponibili | ? su 193          |
| 2020 | meWATCH             | Mediacorp                     | dati non disponibili | ? su 193          |
| 2016 | Kocowa              | Korea Content Platform        | dati non disponibili | 35 su 193         |
| 2014 | Iflix               |                               | dati non disponibili | 13 su 193         |
| 2013 | Icflix              |                               | dati non disponibili | 38 su 193         |
| 2015 | Globoplay           | Grupo Globo                   | dati non disponibili | 2 su 193          |
| 2015 | CuriosityStream     | CuriosityStream, LLC          | dati non disponibili | ? su 193          |
| 2016 | Acorn TV            |                               | dati non disponibili | ? su 193          |
| 2000 | ALTBalaji           | Balaji Telefilms Limited      | dati non disponibili | ? su 193          |
| 2010 | Rakuten TV          | Rakuten                       | dati non disponibili | 30 su 193         |
| 2016 | Tubi                | Tubi inc.                     | dati non disponibili | 3 su 193          |
| 2021 | Serially            | iXMedia                       | 200 000              | 3 su 193          |

### Fuori attività
| Data      | Piattaforma | Proprietario                              | Nº abbonati          | Paesi disponibili |
| --------- | ----------- | ----------------------------------------- | -------------------- | ----------------- |
| 2017-2019 | Deaflux     |                                           | dati non disponibili | 1 su 193          |
| 2010-2015 | WatchESPN   | ESPN Inc.                                 | dati non disponibili | 1 su 193          |
| 2007-2019 | Viewster    |                                           | dati non disponibili | ? su 193          |
| 2014-2016 | Shomi       | Rogers Communications Shaw Communications | dati non disponibili | ? su 193          |
| 2016-2017 | Seeso       | NBCUniversal                              | dati non disponibili | ? su 193          |
| 2014-2017 | Presto      | Foxtel                                    | dati non disponibili | 1 su 193          |
| 2015-2020 | HOOQ        | Singtel                                   | dati non disponibili | 5 su 193          |
| 2015-2018 | go90        | Verizon Communications                    | dati non disponibili | ? su 193          |
| 2018-2019 | FX+         |                                           | dati non disponibili | ? su 193          |
| 2009-2018 | DramaFever  |                                           | dati non disponibili | ? su 193          |
| 2012-2018 | DittoTV     |                                           | dati non disponibili | ? su 193          |
| 2015-2016 | 123Movies   |                                           | 98 000 000           | 1 su 193          |
| 2007-2015 | Openfilm    |                                           | dati non disponibili | ? su 193          |
| 2015-2021 | Mondaze.tv  | Akervall Produktion                       | 11 716               | 1 su 193          |
| 2020-2021 | Quibi       |                                           | dati non disponibili | ? su 193          |